# Bisken
Anton Samuelsson, känd som Bisken, född 17 september 2000 i Bollnäs, är en svensk musikproducent, DJ och låtskrivare.
Han startade sin karriär 2019 med sin debutsingel "Moonlight" som är en coverversion av den amerikanska rapparen XXXTentacions låt "Moonlight". Låten blev placerad på iTunes topplista i Rumänien på plats 30 och i Israel på plats 40 med 20 miljoner spelningar på YouTube och 15 miljoner strömningar på Spotify.
Den 24 april 2020 släppte han singeln "Hymn for the Weekend" som spenderade en vecka på topplistan i storbritannien på plats nummer 411.
Den 18 september 2020 släppte han singeln "Mood" tillsammans med Lil Teed.
Den 4 augusti 2022 släppte han singeln "Mad World" på skivbolaget Universal Music Group som i dagsläget har 25 miljoner strömningar på Spotify.

## Diskografi

### Singlar
- 2019 - Moonlight med Bisken
- 2020 - Hurting med Bisken
- 2020 - Hymn For The Weekend med Bisken
- 2020 - Robbery med Bisken, Perxeuz
- 2020 - Feel Me (Baby) med Bisken, LVNA
- 2020 - Someone You Loved med Bisken, Ashwin Bhaskar
- 2020 - Before You Go med Bisken, LVNA, Ashwin Bhaskar
- 2020 - Bella Ciao med Bisken, Ashwin Bhaskar
- 2020 - Mood med Bisken, Lil Teed
- 2020 - Someone You Loved med Bisken
- 2020 - Without You med Bisken, PRECEDE
- 2021 - Lonely med Bisken, Dayana, Car Music
- 2021 - On & Off med Bisken, ISMEE
- 2021 - Numb (Na Na Na) med Bisken
- 2021 - The Lazy Song med Bisken, PRECEDE
- 2021 - Afterglow med Bisken, LVNA
- 2021 - If I Die Young med Bisken
- 2021 - Can't Get You Out Of My Head med Bisken, Niklas Dee
- 2021 - Goosebumps med Bisken, Niklas Dee
- 2021 - Last Friday Night (T.G.I.F) med Bisken
- 2022 - Goodbye med Bisken
- 2022 - I'm Rich med Bisken, Draze
- 2022 - Cry For You med Bisken, Martin van Lectro
- 2022 - Unconscious med Bisken, Valexio
- 2022 - Mad World med Bisken
- 2022 - S&M med Bisken, KIMERA V
- 2022 - Rhythm Is A Dancer med Bisken, LVNA
- 2022 - Merry Christmas Everyone med Bisken, Hugge
- 2023 - Radioactive med Bisken

### Artistsamarbeten
- 2020 - Lalala med Robbe, LVNA, Ashwin Bhaskar
- 2020 - Blinding Lights med DeejaVu, NATLY
- 2022 - Every Breath You Take med Kilian K

### Remixer
- 2020 - Douglas .T, Adalin - I Know (Bisken Remix)
- 2021 - Clubhunterz, Nika, Bensi - I Walk Alone (Bisken Edit)
- 2023 - Bisken, Norwi - Håll om mig (Remix)